# O mundo é um palco

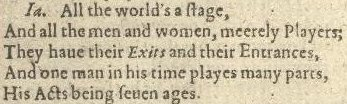
A linha "todo o mundo é um palco [...]" no First Folio de Shakespeare

"O mundo é um palco" (também referido em português como "O mundo inteiro é um palco"; no original em inglês: "All the world's a stage") é a frase que começa um monólogo de William Shakespeare em As You Like It, falado pelo melancólico Jaques no Ato II, Cena VII. O discurso compara o mundo a um palco e a vida a uma peça, e enumera as sete idades da vida de um homem, às vezes referida como as sete idades do homem: infante, escolar, amante, soldado, juiz, pantalão e a velhice, de frente para a morte iminente. Esta é uma das passagens mais citadas de Shakespeare.

## Texto

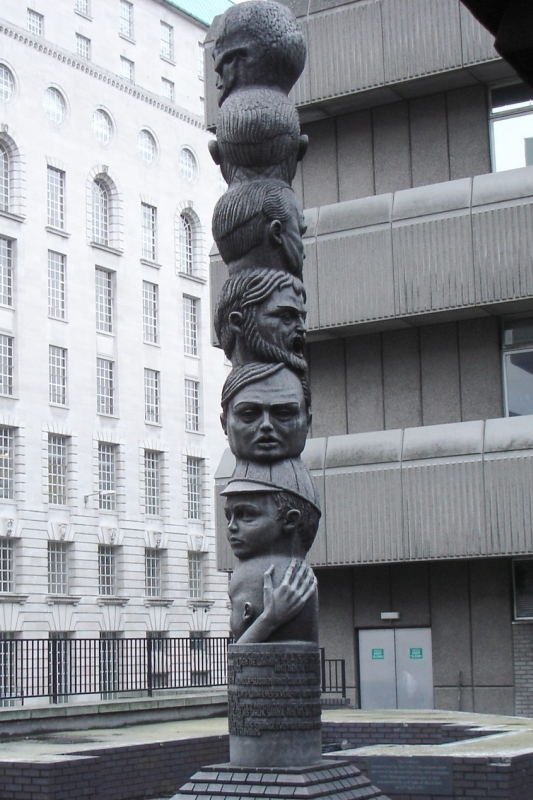
Escultura As Sete Idades do Homem, de Richard Kindersley, em Londres

| Tradução em português O mundo é um palco; os homens e as mulheres, meros artistas, que entram nele e saem. Muitos papéis cada um tem no seu tempo: Sete atos, sete idades. Na primeira, nos braços da ama grita e baba o infante. O escolar lamuriento, após, com a mala, de rosto matinal, como serpente se arrasta para a escola, a contragosto. O amante vem depois, fornalha acesa, celebrando em balada dolorida, as sobrancelhas da mulher amada. A seguir estadeia-se o soldado, cheio de juras feitas sem propósito, com barba de leopardo, mui zeloso nos pontos de honra, a questionar sem causa, que a falaz glória busca até mesmo na boca dos canhões. Segue-se o juiz, com ventre bem forrado de cevados capões, olhar severo, barba cuidada, impando de setenças e de casos da prática; desta arte seu papel representa. A sexta idade em mangas pantalonas, tremelica, óculos no nariz, bolsa de lado, calças da mocidade bem poupadas, mundo amplo em demasia para as pernas tão mirradas; a voz viril e forte, que ao falsete infantil voltou de novo, cheia e sopra ao cantar. A última cena, remete desta história aventurosa, é mero olvido, uma segunda infância, falha de vista, dentes, gosto e tudo. | Original All the world's a stage, And all the men and women merely players; They have their exits and their entrances, And one man in his time plays many parts, His acts being seven ages. At first, the infant, Mewling and puking in the nurse's arms. Then the whining schoolboy, with his satchel And shining morning face, creeping like snail Unwillingly to school. And then the lover, Sighing like furnace, with a woeful ballad Made to his mistress' eyebrow. Then a soldier, Full of strange oaths and bearded like the pard, Jealous in honour, sudden and quick in quarrel, Seeking the bubble reputation Even in the cannon's mouth. And then the justice, In fair round belly with good capon lined, With eyes severe and beard of formal cut, Full of wise saws and modern instances; And so he plays his part. The sixth age shifts Into the lean and slippered pantaloon, With spectacles on nose and pouch on side; His youthful hose, well saved, a world too wide For his shrunk shank, and his big manly voice, Turning again toward childish treble, pipes And whistles in his sound. Last scene of all, That ends this strange eventful history, Is second childishness and mere oblivion, Sans teeth, sans eyes, sans taste, sans everything. |

## Origem

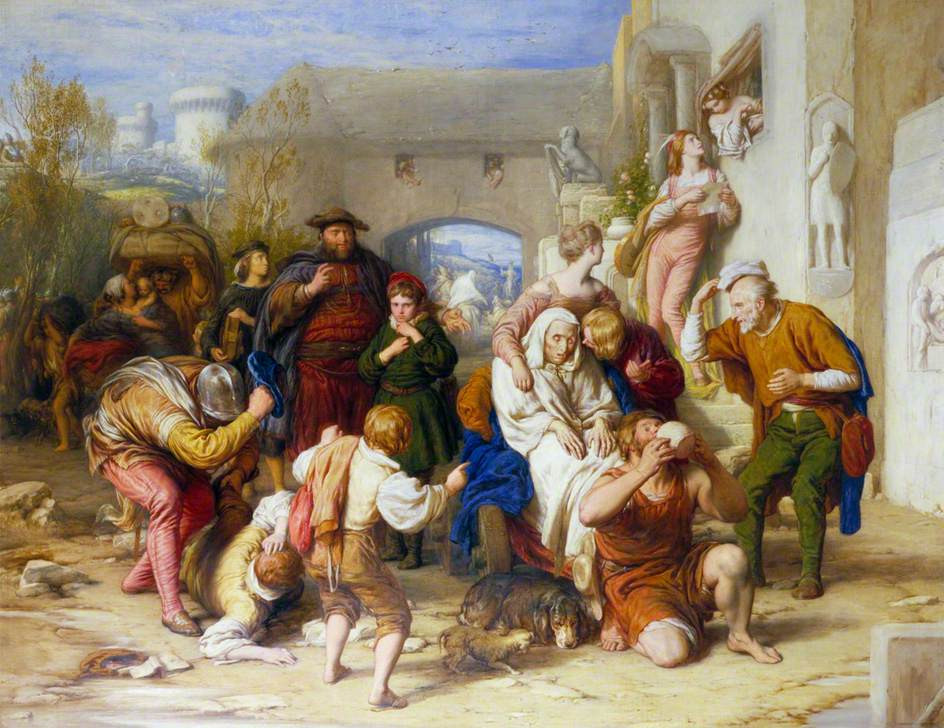
As Sete Idades do Homem, por William Mulready, 1838, ilustrando o monólogo

### Mundo como um palco
A comparação do mundo com um palco e as pessoas como atores antecede Shakespeare. Juvenal, antigo poeta romano, escreveu uma das primeiras versões desta linha em "Sátira 3": "Toda a Grécia é um palco, e todos os gregos são atores." A peça de Richard Edward, Damon e Pythias, escrito no ano em que Shakespeare nasceu, contém as linhas: "Pitágoras disse que o mundo era como um palco, / Onde muitos atuam suas partes; os espectadores, o sábio". Quando foi fundada em 1599, o teatro de Shakespeare, O Globo, pode ter usado o lema Totus mundus agit histrionem (Todo mundo reproduz o ator), um texto em latim derivado de um tratado do século XII. Em última análise, as palavras derivam de quod fere totus mundus exercet histrionem (porque quase todo o mundo são atores), atribuída a Petrônio, uma frase que teve ampla circulação na Inglaterra na época.
Em seu trabalho anterior, O Mercador de Veneza, Shakespeare também teve um de seus personagens principais, Antônio, comparando o mundo a um palco:
O mundo, para mim, é o mundo, apenas, Graciano: um palco em que todos representamos, todos nós, um papel, sendo o meu triste.— Ato I, Cena I
Em sua obra O Elogio da Loucura, primeiro impresso em 1511, o humanista renascentista Erasmo pergunta, "Para que mais é a vida do homem, mas uma espécie de pela em que os homens em vários trajes atuam até o diretor movê-los para fora do palco."

### As idades do homem
Da mesma forma, a divisão da vida humana em uma série de idades foi um tema comum na literatura e na arte, e Shakespeare teria esperado que seu público reconhecesse. O número de idades varia: três e quatro, sendo o mais comum entre os escritores antigos, como Aristóteles. O conceito de sete idades deriva da filosofia medieval, em que eram construídos grupos de sete, como em nos sete pecados capitais, por razões teológicas. O modelo das sete idades remonta ao século XII. O rei Henrique V tinha uma tapeçaria que ilustrava as sete idades do homem.
De acordo com T. W. Baldwin, a versão de Shakespeare do conceito de idades do homem é baseada principalmente sobre o livro Zodiacus Vitae de Marcello Palingenio Stellato, um texto que ele teria estudado na Escola de Gramática de Stratford, que também enumera fases da vida humana. Ele também tem elementos de Ovídio e de outras fontes de conhecimento.